# Rudolf Wolf (Medizinphysiker)
Rudolf Wolf (* 30. August 1929 in Frankfurt am Main; † 24. Mai 2010) war ein deutscher Medizinphysiker.

## Leben
Wolf studierte Physik, Chemie und Mathematik und wurde 1960 zum Dr. rer. nat. promoviert. Er war am damaligen Institut für Klinische Strahlenkunde in Mainz tätig und erhielt 1966 nach seiner Habilitation zum Dr. rer. nat. et med. habil. die Venia legendi für das Fach Medizinische Physik der Medizinischen Fakultät. Von 1969 bis 1973 war er Präsident der Deutschen Gesellschaft für Medizinische Physik.
1971 erfolgte die Ernennung zum außerplanmäßigen Professor; 1989 wurde er zum Universitätsprofessor an der Medizinischen Fakultät der Johannes Gutenberg-Universität Mainz berufen. Er war von 1973 bis 1979 Dekan des Fachbereichs Klinische Institute und von 1973 bis 1978 Vorsitzender des damals neugegründeten Concilium medicinale. Er war Prodekan des Fachbereichs Medizin, ab 1991 Dekan. Zudem gehörte er dem Universitätssenat und der Universitätsversammlung an. Er war Mitglied der Deutschen Gesellschaft für Nuklearmedizin.
2004 wurde er mit der geschichtlichen Arbeit Das St.-Georg-Stift zu Limburg an der Lahn im 16. Jahrhundert: Untersuchungen zur Personen-, Sozial- und Wirtschaftsgeschichte in Mainz zum Dr. phil. promoviert.
1988 wurde er von Kardinal-Großmeister Maximilien Kardinal de Fürstenberg zum Ritter des Ritterordens vom Heiligen Grab zu Jerusalem ernannt und am 14. Mai 1988 im Aachener Dom durch Bischof Franz Hengsbach, den Großprior der deutschen Statthalterei und nachmaligen Kardinal, investiert und später zum Komtur promoviert.

## Ehrungen
- Aufnahme in die Royal Society of Medicine
- Aufnahme in die Hospital Physicist's Association
- Goldener Ehrenring der Johannes Gutenberg-Universität Mainz (1994)
- Ehrenmitgliedschaft der Deutschen Gesellschaft für Medizinische Physik (1995)
- Walter-Kreienberg-Medaille der Akademie für Ärztliche Fortbildung in Rheinland-Pfalz (1999)

## Schriften
- Zur Rückdiffusion von Elektronen im Energiebereich von 20 bis 100 keV, Mainz 1960 (Dissertation)
- Möglichkeiten und Grenzen szintigraphischer Untersuchungsmethoden, Mainz 1966 (Habilitation)
- Nuclear Medicine in Hematolgy, 1968, zusammen mit Josef Fischer
- Das St.-Georg-Stift zu Limburg an der Lahn im 16. Jahrhundert : Untersuchungen zur Personen-, Sozial- und Wirtschaftsgeschichte, Mainz 2004 (Dissertation)